# Anna Bochová
Anna Rosalie Bochová (10. února 1848, Saint-Vaast – 25. února 1936, Brusel) byla belgická malířka, představitelka neoimpresionismu a v počátcích své tvorby pointilismu. Byla sběratelka umění a jediná ženská členka umělecké skupiny Groupe des XX. Narodila se jako nejstarší dcera výrobce kameniny Frédérica Victora Bocha (Boch-Keramis). Její bratr Eugène Boch (1855-1941) byl rovněž malířem a bratranec Octave Maus byl uměleckým kritikem. Byla významnou sběratelkou impresionistických obrazů, jeden koupila i od Vincenta van Gogha (La Vigne rouge, Červená vinice), který jinak obrazy takřka neprodával.

## Osobní život
První lekce malování dostávala Bochová od malíře Isidora Verheydena, který jí důrazně doporučil, aby pokračovala ve studiu v Paříži. V doprovodu své matky odjela v roce 1868 do Paříže, aby pokračovala ve studiu u Tonyho Roberta-Fleuryho na Julianské akademii. Na akademii mladá malířka upoutala pozornost svých učitelů velkým výtvarným talentem. Kolem roku 1885 se seznámila s malířem Théo van Rysselberghem. Byl zakládajícím členem Groupe des XX, sdružení avantgardních umělců, které podporovalo uměleckou výměnu mezi Francií a Belgií.

## Umělecký styl
Bochová se účastnila neoimpresionistického hnutí. Ve svých raných dílech používala pointilistickou techniku, ale nejznámější je její impresionistický styl, který si osvojila po většinu své kariéry. Byla žákyní Isidora Verheydena, ovlivnil ji také Théo van Rysselberghe, s nímž se seznámila v umělecké skupině Groupe des XX.

## Sběratelství
Bochová aktivně sbírala umělecká díla svých současníků. Shromáždila významnou sbírku postimpresionistických obrazů, která zahrnovala díla Paula Gauguina, Paula Signaca, Jamese Ensora a Vincenta van Gogha. Podporovala mnoho mladých umělců, včetně Van Gogha, kterého obdivovala pro jeho talent a který byl přítelem jejího bratra Eugèna. Obraz La Vigne Rouge (Červená vinice), je považován za jediný obraz, který Van Gogh prodal za svého života. Sbírka Anny Bochové byla po její smrti prodána. Ve své závěti věnovala peníze na vyplácení důchodu pro své chudé umělecky založené přátele.

## Odkaz
140 vlastních obrazů odkázala Bochová své kmotřence Idě van Haelewijn, dceři svého zahradníka. Na mnoha obrazech je Ida van Haelewijn jako malá holčička v zahradě. V roce 1968 těchto 140 obrazů zakoupil pravnuk Anny Bochové Luitwin von Boch, generální ředitel společnosti Villeroy & Boch Ceramics. Obrazy zůstaly v domě Idy van Haelewijn až do její smrti v roce 1992. Dne 30. března 2011 byla v muzeu společnosti Villeroy & Boch v Mettlachu otevřena výstava Anna & Eugène Boch.
Některé obrazy věnovala nadace Anny Bochové také různým muzeím, například belgickému Královskému muzeu výtvarného umění.

## Galerie

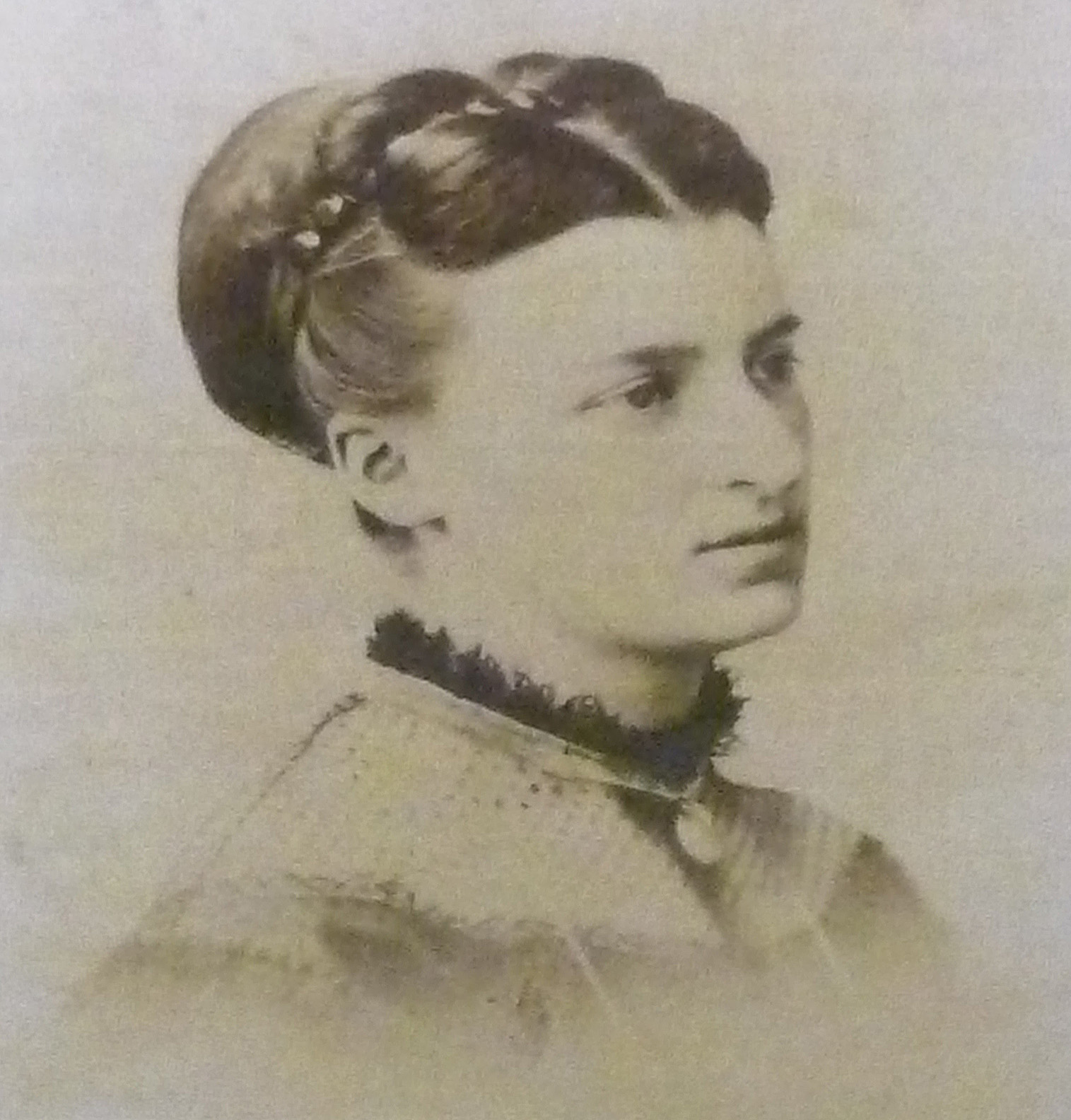
Anna Bochová (foto před rokem 1910)
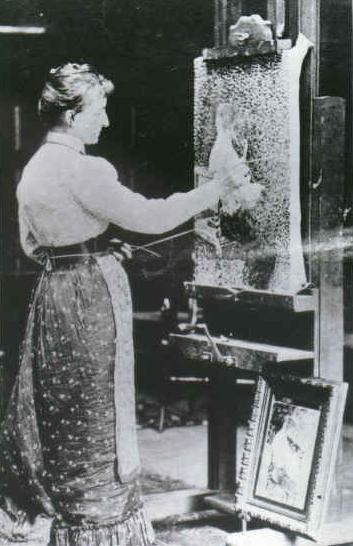
Anna Bochová v ateliéru (foto asi 1890)
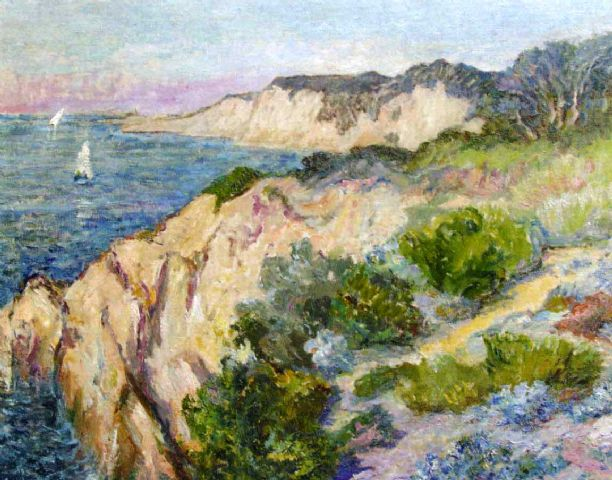
Anna Bochová, Pobřeží v Bretani
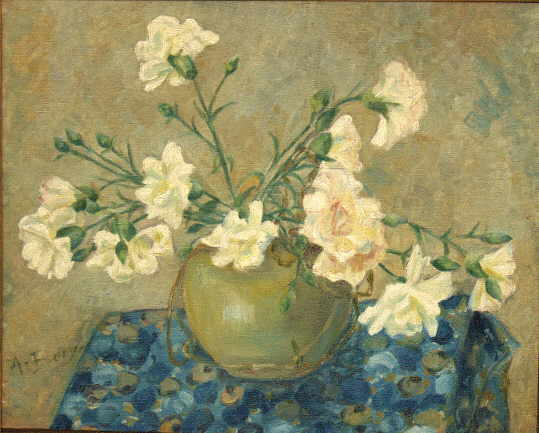
Anna Bochová: Kytice karafiátů
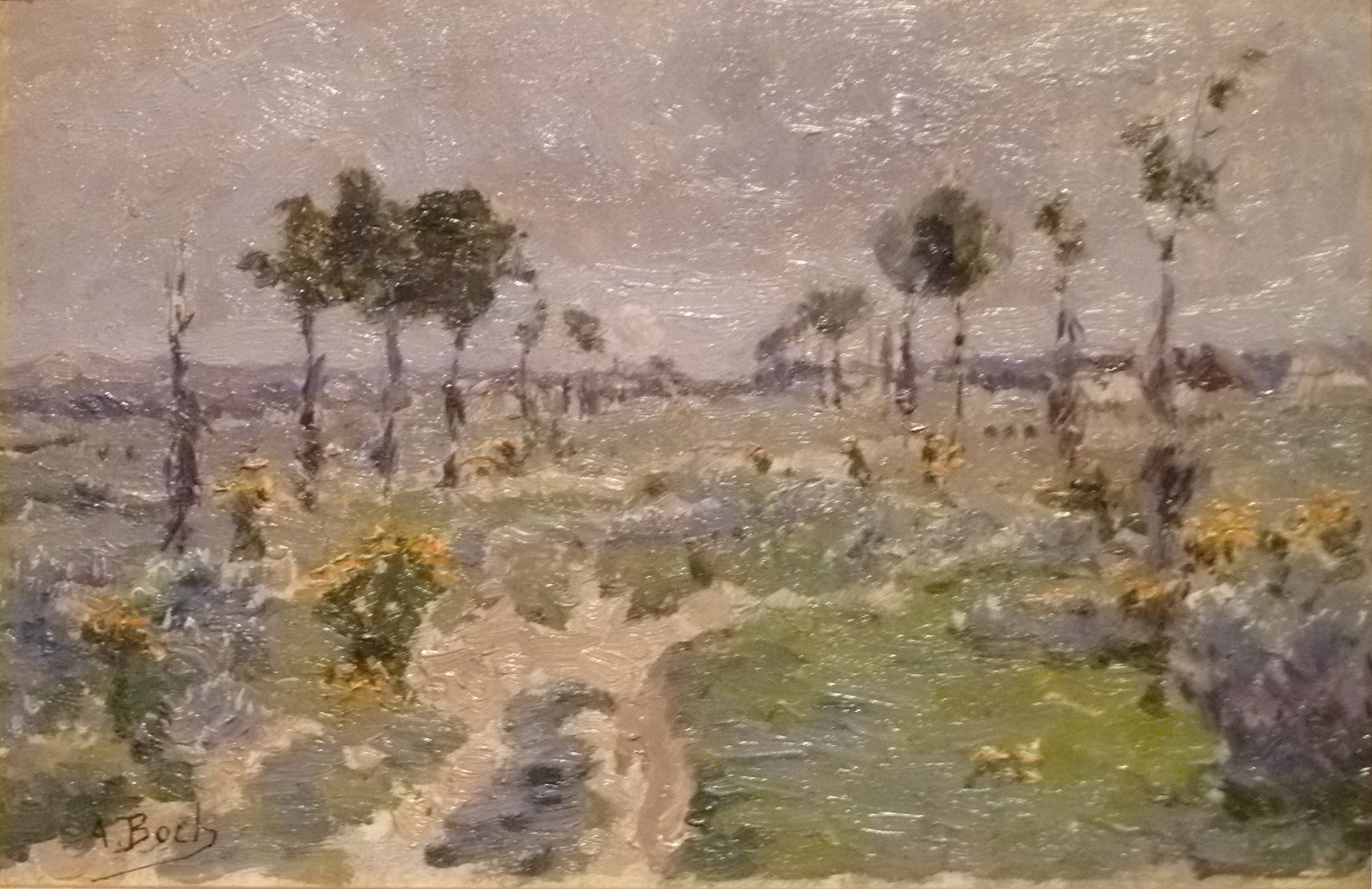
Anna Bochová: Zoutestraete (studie)
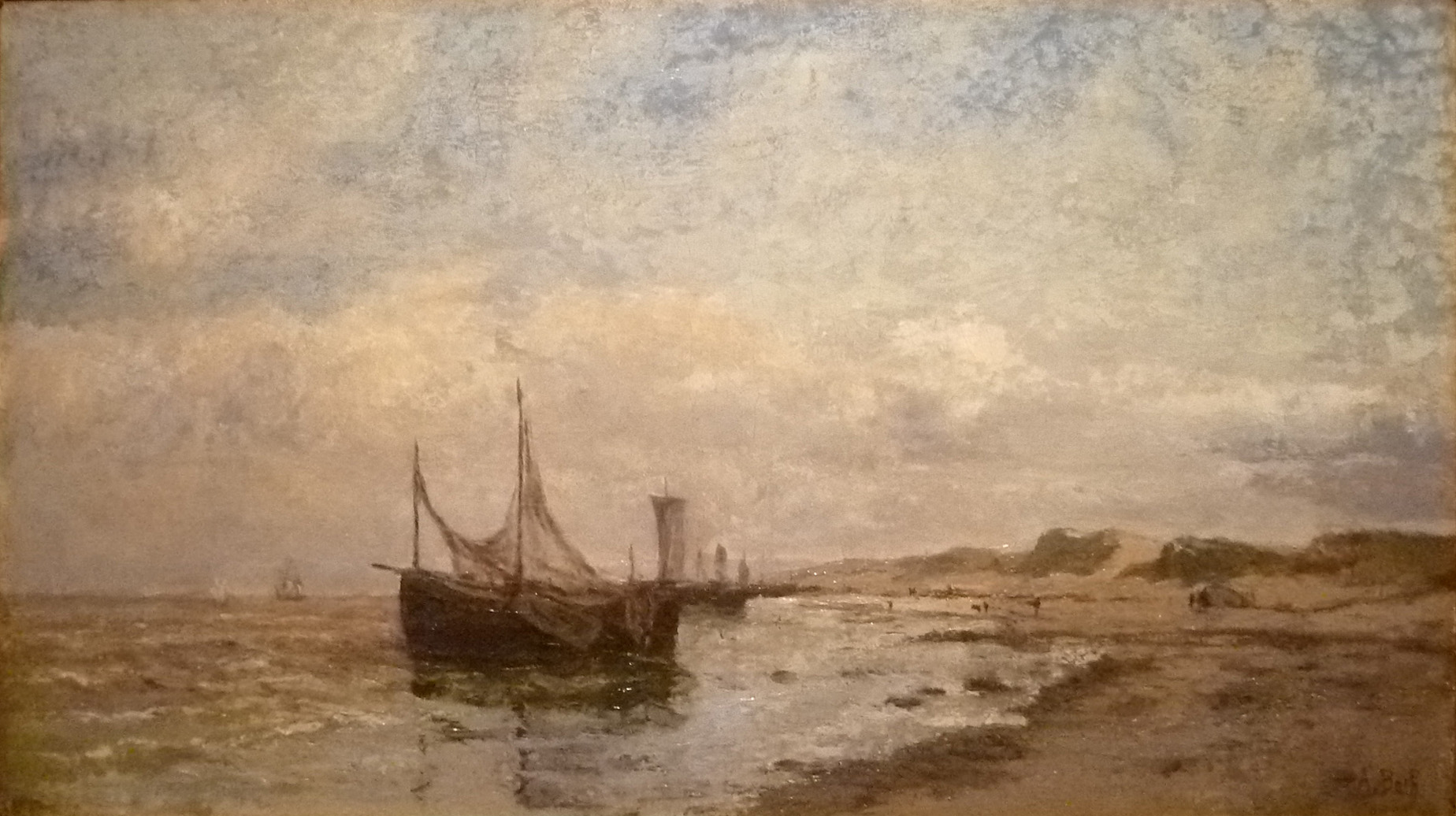
Anna Bochová: Na pobřeží Severního moře
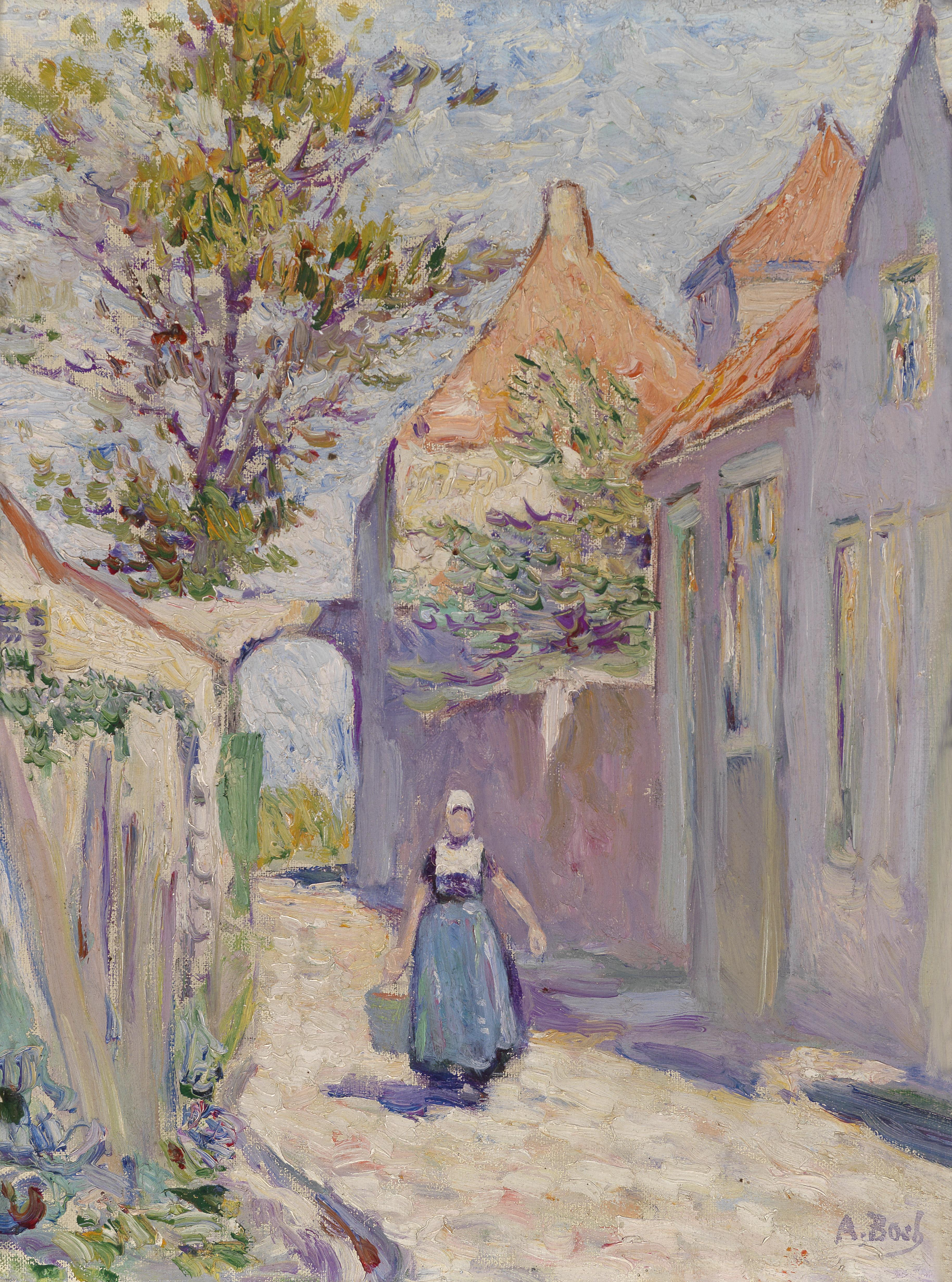
Anna Bochová: Nosička vody
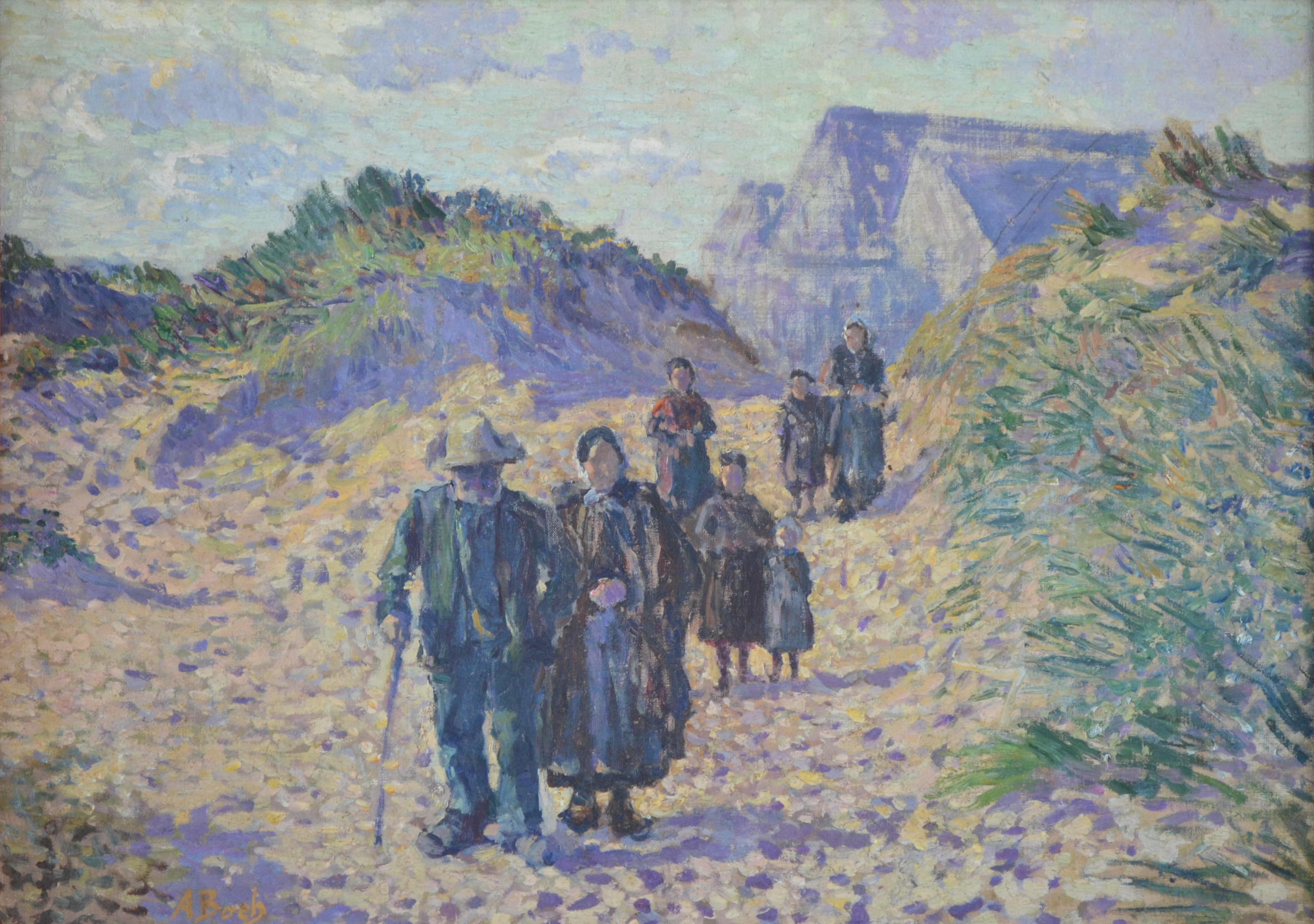
Anna Bochová: Návrat dunami ze mše